# 蒙特马约尔-德皮利利亚
蒙特马约尔-德皮利利亚（西班牙語：Montemayor de Pililla）是西班牙卡斯蒂利亚-莱昂巴利亚多利德省的一个市镇。总面积60平方公里，总人口1044人（2001年），人口密度17人/平方公里。